# R/dataisbeautiful
r/dataisbeautiful, hay được biết đến nhiều với tên gọi Data Is Beautiful (n.đ. 'Dữ liệu là đẹp'), là một chuyên mục Reddit dành cho các biểu đồ mô phỏng dữ liệu dưới dạng trực quan hóa.  Nó được tạo ra vào ngày 14 tháng 2 năm 2012. Tính đến tháng 5 năm 2022, nó có 17.7 triệu thành viên.

## Quy tắc
r/dataisbeautiful yêu cầu người dùng gửi biểu đồ trực quan để ghi nhận rõ ràng rằng cá nhân đã tạo ra nó. Nếu ai đó gửi biểu đồ mà họ tự tạo, các quy tắc yêu cầu họ đặt "[OC]" vào tiêu đề của nội dung gửi và xác định nguồn dữ liệu cũng như phần mềm mà họ đã sử dụng để tạo ra nó.

## Sự chú ý của truyền thông
Một bài báo năm 2014 của VentureBeat đã lưu ý rằng r/dataisbeautiful "...nhằm mục đích thu thập những gì tốt nhất của Web trong một loạt các hình ảnh dữ liệu trực quan tuyệt đẹp." Bài báo cũng nói rằng chuyên mục này đã "tìm ra những cách tốt nhất để hình dung những câu chuyện mang tính thời sự và kích thích tư duy." Vào tháng 11 năm 2019, những người kiểm duyệt tại r/dataisbeautiful đã đưa ra quyết định tạm thời cấm các biểu đồ thanh động hiển thị vị trí tương đối của các thực thể trên danh sách theo thời gian đã nhận được sự chú ý từ The Next Web Vào tháng 1 năm 2020, Eleanor Peake lưu ý rằng, bởi vì chuyên mục đã nhận quá nhiều yêu cầu từ người dùng Tinder nói về các trải nghiệm của họ trên ứng dụng, một người dùng Reddit đã thiết lập một subreddit riêng hoàn toàn dành cho các dữ liệu liên quan đến Tinder. Các bài đăng trong đó cũng đã được báo cáo bởi National Post và Vice.